# Billy Ocean
Leslie Sebastian Charles, meglio conosciuto come Billy Ocean (Fyzabad, 21 gennaio 1950), è un cantante trinidadiano naturalizzato britannico.
Dopo aver raggiunto diverse volte i primi posti nelle classifiche del Regno Unito ed aver ottenuto grandi successi in sette anni di carriera, nel 1985 Billy Ocean vince un Grammy Award per la categoria Best Male R&B Vocal Performance con il brano Caribbean Queen.

## Biografia
Nato a Trinidad e Tobago da genitori grenadesi, vive in Regno Unito dall'età di otto anni, quando la sua famiglia si trasferì a Romford in Essex.
Il suo stile musicale si forma sin dai suoi primi anni di vita: essendo suo padre un musicista, Billy crescendo emula la passione e l'ambizione del padre. Mentre lavora come sarto a Savile Row, da adolescente si esibisce spesso nei locali di Londra. Pubblica il suo primo singolo nel 1972 con la Spark Records adottando lo pseudonimo Les Charles.
Nel 1976 registra il suo primo album dal titolo Billy Ocean, mentre il primo singolo, dal titolo Love Really Hurts Without You, si posiziona al secondo posto nella Official Singles Chart ed al nº22 nella Billboard Hot 100 statunitense.
Nel 1980 hanno molto successo anche i singoli Are You Ready e Stay the Night, inseriti nell'album City Limit, entrambi successivamente interpretati da La Toya Jackson. In seguito diventarono famose le canzoni L.O.D. (Love On Delivery) e Nights (Feel Like Getting Down) (del 1981).
Il più grande successo giunge nel 1984 grazie alla pubblicazione del singolo Caribbean Queen (a suo tempo diffuso in Italia ed in altri paesi europei con il titolo di European Queen mentre in altre zone del mondo ebbe il titolo di African Queen) e brano incluso nell'album Suddenly (con il titolo di Caribbean Queen). Con questo singolo vince anche un Grammy Award nella categoria Best Male R&B Vocal Performance.
Un altro grande successo del cantante è stato il brano Loverboy, incluso come colonna sonora nel famoso telefilm della BBC Casualty nel 1986: la canzone giunse sino al secondo posto nella classifica statunitense.
Mr. Charles assume poi lo pseudonimo definitivo di Billy Ocean dal nome del luogo in cui viveva in quel periodo, cioè Ocean Estate, presso Stepney.
Billy Ocean ha scritto inoltre molti brani per vari altri artisti.

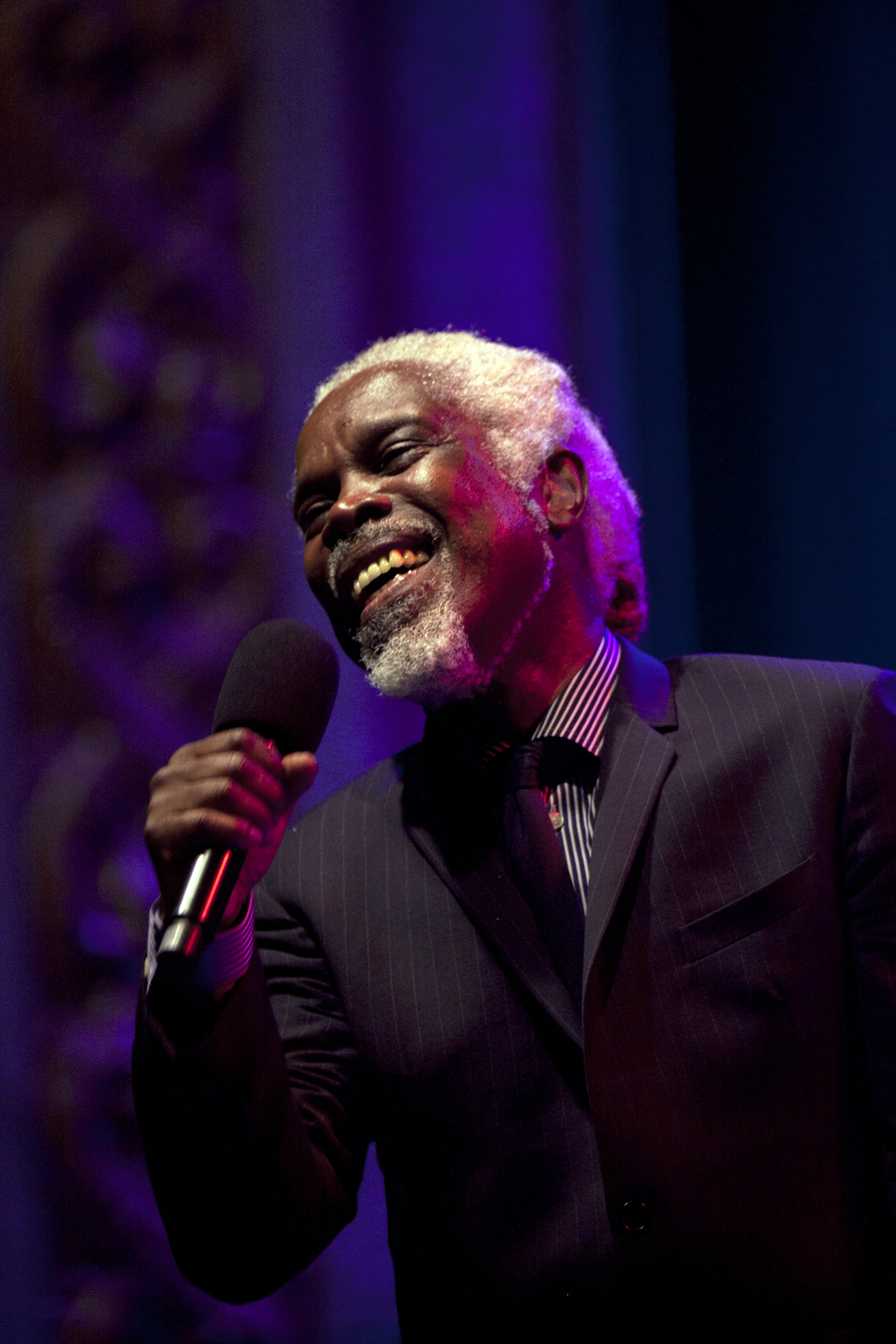
Billy Ocean nel gennaio 2012

Nel 1993 il suo album Time to Move On non riscontra molto successo, tuttavia nel corso degli anni il suo Greatest Hits contempla una vendita costante, mentre la sua compilation uscita nel 1997 dal titolo Love Is Forever raggiunge la settima posizione nella classifica di vendita britannica.
Time to Move On è stato l'ultimo album prodotto con la Jive Records, registrato a Chicago assieme a un al collega R. Kelly, che era agli inizi della sua carriera e da tempo ammiratore di Billy Ocean.
Il suo successivo album, dal titolo Because I Love You, venne pubblicato dopo ben sedici anni, nel 2009. Billy ha iniziato il suo tour in Inghilterra nel 2007, mentre nel marzo 2008 ha partecipato a diversi tour sia in Australia che in Estremo Oriente, dove ha annunciato l'uscita prossima del suo album Because I Love You. Tra il 1994 e il 2010 vengono pubblicate molte compilation con i migliori singoli del cantante.
L'Università di Westminster di Londra ha consegnato a Billy Ocean la Laurea honoris causa in musica. Dopo 20 anni dal successo di Caribbean Queen, anche il cantante will.i.am realizza un remix del singolo. Il 29 luglio del 2011 Billy Ocean diventa uno dei soci del Liverpool Institute for Performing Arts. Il suo titolo viene presentato da Paul McCartney.

## Vita privata
Attualmente vive a Sunningdale (Berkshire) con la moglie Judy e i suoi tre figli Cherie, Antony e Rachel.

## Discografia

### Album studio
- 1976 - Billy Ocean (GTO)
- 1980 - City Limit (GTO)
- 1981 - Nights (Feel Like Getting Down) (GTO/Epic)
- 1982 - Innder Feelings (Epic)
- 1984 - Suddenly (Jive)
- 1986 - Love Zone (Jive)
- 1988 - Tear Down These Walls (Jive)
- 1993 - Time to Move On (Jive)
- 2009 - Because I Love You (Aqua Music)
- 2013 - Here You Are (Aqua Music)

### Raccolte
Lista parziale.
- 1985 - The Early Years / Emotions In Motion / Love Really Hurts Without You
- 1989 - Greatest Hits (Jive)
- 1991 - The Collection — 1976-1991 / 15 Years...The Story Continues (Arcade)
- 1997 - L.I.F.E. — Love Is For Ever (Jive)
- 2002 - The Billy Ocean Collection (Epic)
- 2003 - Let's Get Back Together: The Love Songs of Billy Ocean (Jive/BMG)
- 2010 - The Very Best of Billy Ocean (Sony Music)